# Чорноглазівка (Кременчуцький район)
Чорногла́зівка —  село в Україні, у Козельщинській селищній громаді Кременчуцького району Полтавської області. Населення становить 24 осіб. До 2017 орган місцевого самоврядування — Рибалківська сільська рада.

## Географія
Село Чорноглазівка знаходиться на лівому березі річки Вовча, вище за течією на відстані 0,5 км розташоване село Оленівка, нижче за течією на відстані 1 км розташоване село Славнівка, на протилежному березі - село Нова Україна. Поруч проходить автомобільна дорога М22 (E577) та залізниця, станція Куликівка за 1,5 км.

## Історія
12 червня 2020 року, відповідно до розпорядження Кабінету Міністрів України № 721-р «Про визначення адміністративних центрів та затвердження територій територіальних громад Полтавської області», село увійшло до складу Козельщинської селищної громади.
19 липня 2020 року, в результаті адміністративно - територіальної реформи та ліквідації Козельщинського району, село увійшло до складу новоутвореного Кременчуцького району.
22 червня 2023 року рішенням Національної комісії зі стандартів державної мови віднесено до списку населених пунктів, які «можуть не відповідати лексичним нормам української мови», зокрема стосуватися «російської імперської чи колоніальної політики». Громаді рекомендовано запропонувати нову назву в установленому законодавством порядку.